# 서킷의 아가씨
〈서킷의 아가씨〉(일본어: サーキットの娘 사킷토노무스메[*])는 일본의 여성 그룹 PUFFY의 싱글 앨범으로, 1997년 3월 12일 발매되었다. (8cm CD: ESDB-3748) 곡의 작사 ·  작곡 ·  편곡, 그리고 싱글의 프로듀싱까지 모두 오쿠다 타미오가 맡았다. 이 곡의 제목은 1975년부터 1979년까지 주간 소년 점프에 연재되었던 이케자와 사토시 (池沢早人師)의 만화 〈서킷의 늑대〉의 패러디이며, 가사는 제목에 걸맞게 레이싱 모델을 소재로 하고 있다. 가사에 얽힌 에피도스도 하나 있다. 1996년 12월경에 멤버 요시무라 유미는 자전거를 타다가 넘어져 골절상을 당했으며, 이를 소재로 곡의 가사에 "넘어져서 골절당하거나 하지 않도록"이라는 문구가 삽입되어 있다.
이 곡은 PUFFY가 출연한 야마하의 스쿠터 'Vino'의 광고 삽입곡으로 사용되었고, 싱글 표지 일러스트에선 PUFFY를 묘사한 두 캐릭터가 Vino에 앉아있는 것으로 꾸며졌다. 일러스트는 다음 싱글 〈해변에 얽힌 에세트라〉와 한 세트로 만들어졌으며, 〈서킷의 아가씨〉 좌측에 다음 싱글을 붙이면 한 장의 일러스트로 구성된다. 한편 이 곡은 누적 판매량이 100만 장에 이르렀으며, 1997년 3월에 일본레코드협회로부터 더블 플래티넘 (당시 기준, 80만 장 이상)을 인정받았다.

## 수록곡
| #            | 제목                                     | 작사          | 작곡          | 편곡          | 재생 시간 |
| ------------ | ---------------------------------------- | ------------- | ------------- | ------------- | --------- |
| 1.           | 〈〈서킷의 아가씨〉〉 (サーキットの娘)   | 오쿠다 타미오 | 오쿠다 타미오 | 오쿠다 타미오 | 3:22      |
| 2.           | 〈〈서킷의 아가씨〉〉 (Original Karaoke) |               |               |               | 3:24      |
| 총 재생 시간 | 총 재생 시간                             | 총 재생 시간  | 총 재생 시간  | 총 재생 시간  | 6:46      |